# Chapelle de la Miséricorde de Nice
Pour les articles homonymes, voir Chapelle de la Miséricorde.
La chapelle de la Miséricorde dite des pénitents noirs, ancienne église Saint-Gaétan, est un lieu de culte catholique, situé sur le cours Saleya à Nice. Elle est considérée comme le chef-d’œuvre du baroque niçois.

## Présentation

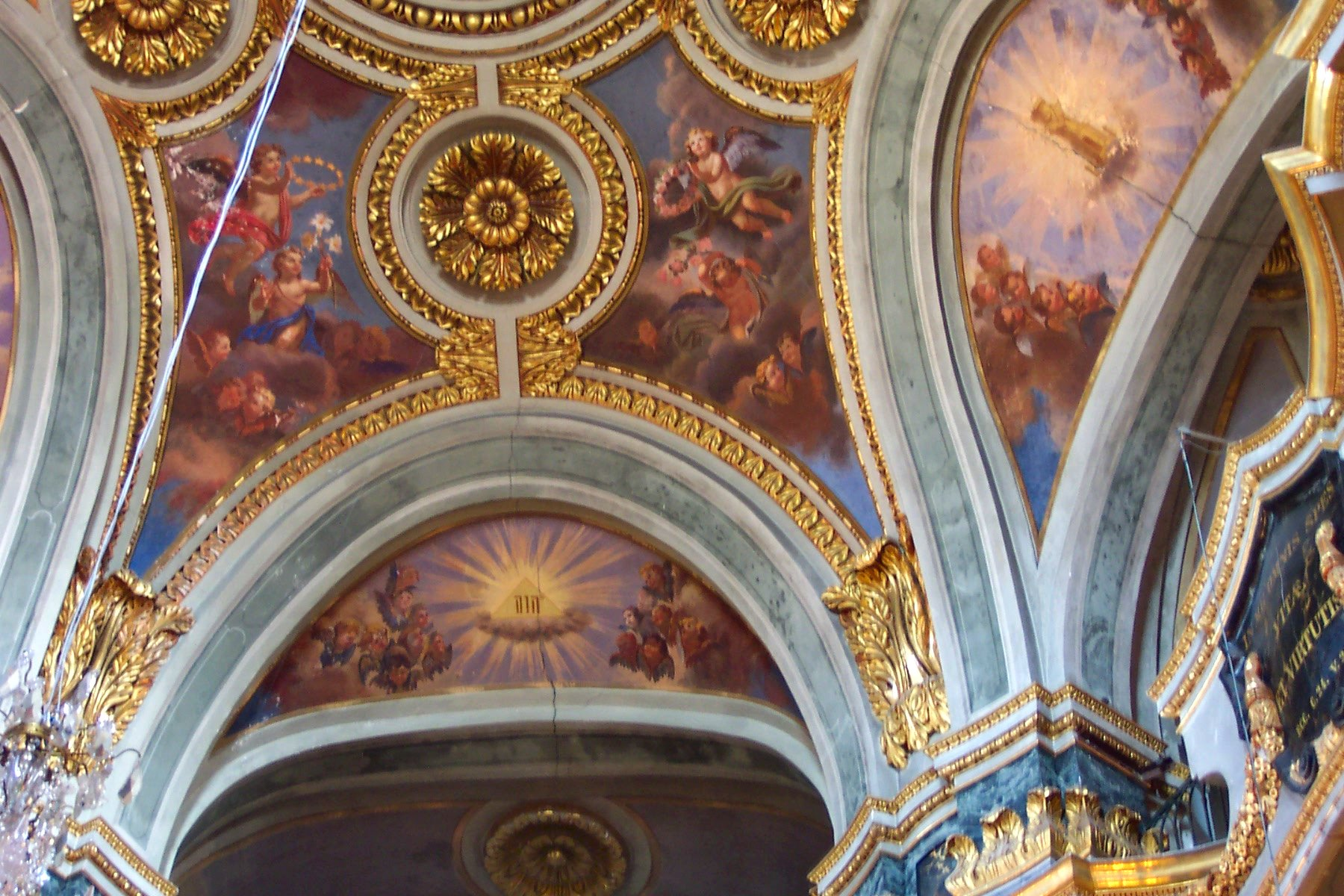
L'intérieur.

L'église a été édifiée entre 1747 et 1770, sur l'emplacement d’anciens entrepôts de sel du roi de Sardaigne, à l'est de l'actuelle place Pierre-Gautier. Commanditée par les théatins, sa construction fut confiée à l’architecte turinois Bernardo Antonio Vittone qui adopta un plan inspiré de l’architecture baroque piémontaise. Adaptée à un espace restreint, l’église est intégrée au-dessous du couvent. Les deux unités architecturales se superposent et la séparation des deux espaces est donnée par les oculi. À l'intérieur, la nef unique elliptique est bordée de chapelles latérales également elliptiques où triomphent la ligne courbe et la profusion des ors et des stucs. La fresque couvrant le plafond de la coupole donne l'impression d'une architecture à ciel ouvert.
En 1980, à la suite de l'aménagement du proche parc autos souterrain du cours Saleya, d’inquiétantes fissures lézardent progressivement les façades et menacent la structure même de la chapelle. En 2002-2003, d'importants travaux de sauvegarde sont entrepris ; fermé durant deux ans, l'édifice est entièrement corseté et stabilisé par des micropieux. Début 2009, les travaux extérieurs commencent et doivent durer quatorze mois avec la rénovation des façades, des toitures, des sculptures en fonte, la restitution des trompe-l'œil, des décors, des bois extérieurs, des vitres, des charpentes…
La sacristie de la chapelle conserve deux œuvres, dites primitives, une Vierge de miséricorde de J. Mirhalet et, sur le même thème, une œuvre attribuée à Louis Brea. La bibliothèque patrimoniale Romain-Gary conserve l'un de ses missels, daté de 1442, qui est le seul exemplaire connu pour cette période, dans le diocèse de Nice.
La chapelle fait l’objet d’un classement au titre des monuments historiques depuis le 30 mai 1921.